# La Taupe (pièce de théâtre)
Pour les articles homonymes, voir La Taupe.
La Taupe est une comédie de boulevard de Robert Lamoureux, créée le 5 février 1987 à Avignon, dans le cadre des spectacle Galas Herbert-Karsenty. Elle a ensuite été reprise dans deux salles parisiennes: le 18 août 1987 au Théâtre Antoine , représentation durant laquelle le photographe de spectacle Daniel Cande à réalisé un album de 76 photos, et le 8 janvier 1988 au  Théâtre de la Porte-Saint-Martin.
Un téléfilm, mêmes titre et interprètes, a été réalisé par Yves-André Hubert en  1989.     

## Synopsis
Officiellement, Albert Moitte est courtier en vins réputés sillonnant les routes d'Europe. Officieusement, le capitaine Moitte est espion pour les services secrets français.
Le colonel Archambeau débarque un matin pour entendre le rapport du capitaine Moitte à son domicile : ce dernier a été emprisonné durant trois semaines en Belgique puis libéré, où il a été arrêté à la suite de l'échec de l'opération Nonchalante, qui visait à faire exploser une péniche à Bruges, contenant des armes à destination de groupes rebelles d’Amérique Latine.
Le capitaine suspecte alors l’existence d’une taupe au sein des services secrets, traitre à qui il devrait sa dénonciation et l’échec de l’opération de l’explosion de la péniche La Century.
Dénoncés dans la presse dès le lendemain du retour du capitaine et leurs têtes mises à prix, Archambeau, Moitte et Alex, binôme du capitaine sur l'opération Nonchalante, se réfugient chez celui-ci afin de faire la lumière sur cette affaire.

## Argument
L’auteur n’a pas explicitement indiqué si le sujet de la pièce était purement imaginaire ou s’il s’était inspiré de faits réels. Mais la critique a fait un double rapprochement entre « l’échec de l'opération Nonchalante » avec l’Affaire du Rainbow Warrior survenue en 1985 (soit deux ans avant la création de la pièce) et avec l’affaire Medhi Ben Barka en 1965, deux opérations ratées par les services secrets français, la DGSE et le SDECE. S’agissant de théâtre de boulevard,  l’allusion à ces deux événements, qui  apparaît en filigrane, est traitée avec humour,.

## Fiche technique
- Auteur : Robert Lamoureux
- Mise en scène : Francis Joffo
- Décor : Gérard Keryse [3].
- Dates :
  - 1987: Tournée Karsenty-Herbert;
  - 1987 : Théâtre Antoine;
  - 1988 : Théâtre de la Porte-Saint-Martin.

## Distribution
- Robert Lamoureux : le colonel Marcel Archambeau
- Pierre Maguelon : le capitaine Albert Moitte
- Patrick Abrial : François Beauchant, dit Alex
- Magali de Vendeuil : Marianne Moitte, la femme d'Albert
- Marie Saint-Laurent : Dolores / lieutenant Edwige Belhouette
- Francis Deschamps : Pellissier[4].

## Création  et reprises
- La pièce a été créée le 5 février 1987 à Avignon, dans le cadre des spectacle des Galas Herbert-Karsenty, distribution: Robert Lamoureux, Magali de Vendeuil, Pierre Maguelon,  Patrick Abrial ; Marie Saint Laurent ; Francis Deschamps, mise en scène de Francis Joffo [5].
- Reprise au Théâtre Antoine, Paris 10e, le 18 août 1987, même distribution[4].
- Reprise au Théâtre de la Porte-Saint-Martin, Paris 10e le 8 janvier 1988, même distribution [6].

## Ressources photographiques
Le photographe de spectacle Daniel Cande a réalisé une série comprenant 76 diapositives couleur, format 24x36, prises lors de la représentation de la pièce au Théâtre Antoine le 18 août 1987. Elles font partie de la Collection numérique : Photographie de spectacle consultable en ligne , site Gallica.

## Téléfilm
En 1989, le réalisateur Yves-André Hubert a réalisé le téléfilm La taupe , à partir de la pièce de théâtre, avec la même distribution. 